# Адмирал (фильм, 2015)
«Адмирал» (нидерл. Michiel de Ruyter) — нидерландский историко-биографический фильм режиссёра Роэля Рейна о Микаиле де Рюйтере (в исполнении актёра Франка Ламмерса), знаменитом голландском флотоводце XVII века. Премьера состоялась в Музее судоходства в Амстердаме 26 января 2015 года, 29 января фильм был показан в кинотеатрах.

## Сюжет
В Золотой век, во времена Ост-Индской компании, Нидерланды становятся богатой и крупной морской державой. Молодая голландская республика, находящаяся на грани гражданской войны, подвергается нападению Англии и Франции. После смерти адмирала Маартена Тромпа, его преемником назначают Михеля де Рюйтера. Де Рюйтер принимает командование флотом Нидерландов и добивается больших успехов в качестве адмирала военно-морского флота Республики семи Соединённых провинций, победив англичан на своем флагманском корабле «De Zeven Provinciën».
Однако, в республике разгорается внутренняя борьба за власть между республиканцами во главе с Великим пенсионарием Яном де Виттом и оранжистами, которые хотят восстановить монархию и посадить принца Вильгельма III. на трон. Когда Де Витта убивают в 1672 году и Вильгельм III. назначается губернатором Нидерландов, Де Рюйтер отправляется с невыполнимой миссией. Он умирает в 1676 году во время морского сражения Англо-голландских войн при Августе.

## В ролях

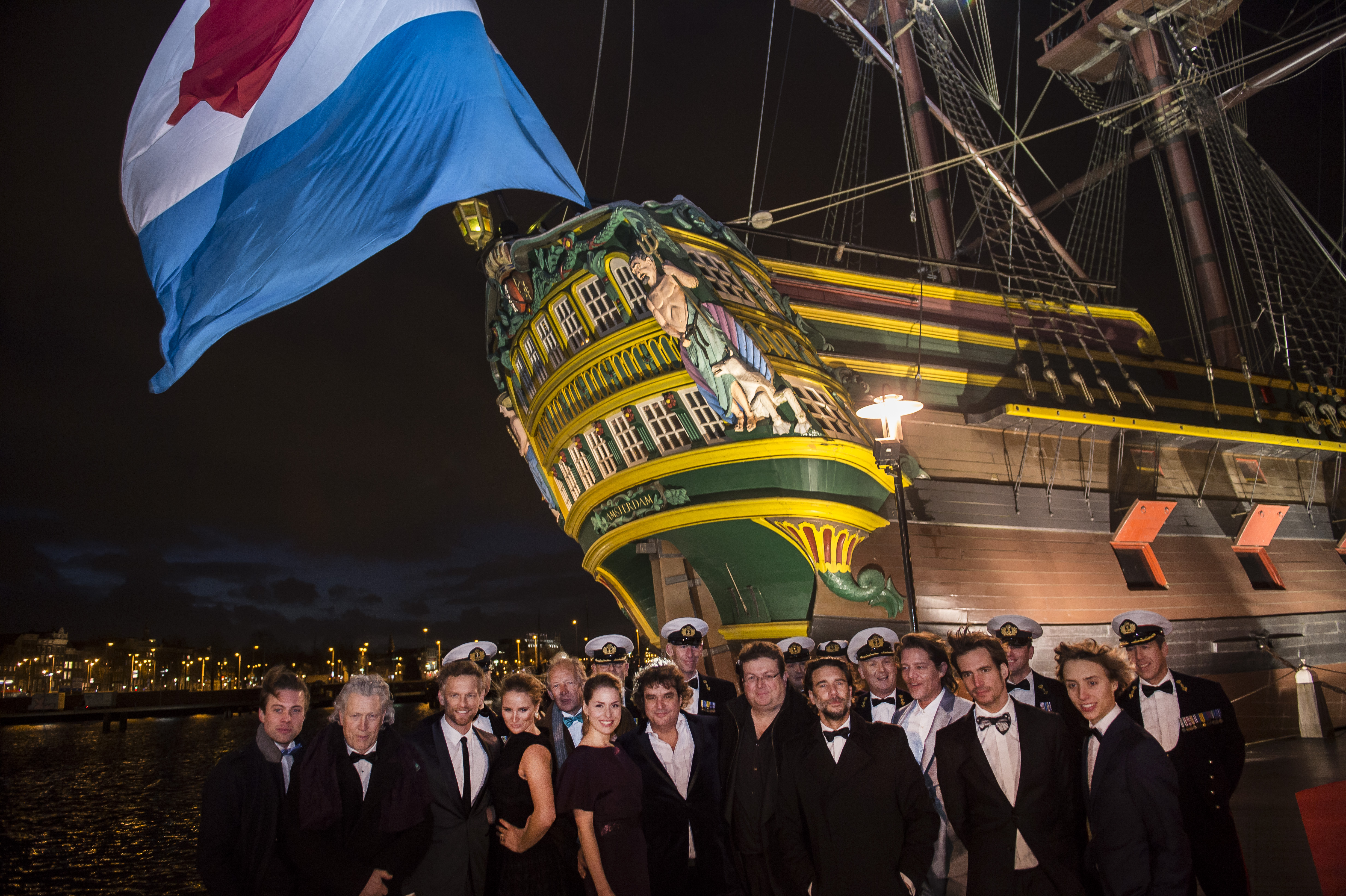
«Актёрский состав фильма на фоне корабля, на котором проходили съёмки

| Актёр             | Роль                                         |
| ----------------- | -------------------------------------------- |
| Франк Ламмерс     | адмирал голландского флота Микаэль де Рюйтер |
| Чарльз Дэнс       | король Англии Карл II                        |
| Рутгер Хауэр      | адмирал Мартен Тромп                         |
| Тиго Гернандт     | лейтенант-адмирал Йозеф Ван Гент             |
| Дерек Де Линт     | регент Роттердама Йохан Киевит               |
| Лике Ван Лексмонд | голландская аристократка Вендела Биккер      |
| Филип Питерс      | французский адмирал Авраам Дюкен             |
| Нильс Веркойен    | сын Михаила Энгель де Рюйтер                 |
| Жене Бервутс      | голландский дипломат Ван Гиннекен            |
| Дэниел Броклбэнк  | Лорд-канцлер Великобритании                  |

## История создания
Изначально главным претендентом на роль де Рюйтера был актёр Йорик ван Вагенинген, однако он не смог договориться с продюсером насчёт гонорара.